# Cystodictya crispata
Cystodictya crispata is een mosdiertjessoort uit de familie van de Cystodictyonidae. De wetenschappelijke naam van de soort is voor het eerst geldig gepubliceerd in 1881 door Quenstedt.